# SONIA (taux d'intérêt)
Pour les articles homonymes, voir Sonia.
SONIA (Sterling Over Night Index Average) est le taux de référence effectif pour les transactions non garanties sur le marché de la livre sterling. Chaque jour ouvré, la fixation du prix du SONIA est calculée au taux moyen de toutes les transactions libellées en livres sterling, avec des intermédiaires basés à Londres, membres de la Wholesale Markets Broker's Association (WMBA), entre minuit et 15 h 15 GMT pour des transactions d'un montant minimum de 25 millions de livres sterling avec des contreparties listées dans la section 43 du Financial Services Act 1986.
Le taux SONIA a été lancé en mars 1997 par la WMBA et il est recommandé par l'association des banquiers britanniques (BBA).  
Il est depuis 2017 encadré par la Banque d'Angleterre, qui pousse à son utilisation en vue de remplacer le Libor, déconsidéré depuis que les manipulations de ce taux en faveur des banques ont été rendues publiques après la crise de 2008,.
En avril 2018, son utilisation sur le marché londonien en remplacement du Libor est annoncé pour 2021.
La première émission d'une obligation indexée sur ce taux est annoncée par la Banque mondiale le 27 septembre 2018, un mois après qu'elle a lancé un emprunt basé sur un indice alternatif, le SOFR.
Par convention, le taux est exprimé en taux annualisé, sur la base d'une année de 365 jours, et avec 4 décimales.